# 咸陽文廟
咸陽文廟（かんようぶんびょう）は、中華人民共和国陝西省咸陽市渭城区に位置する孔子廟。

## 歴史
明の洪武4年（1371年）県丞の孔文郁により創建された。宣徳3年（1428年）、天順3年（1459年）、成化10年（1474年）、万暦43年（1615年）、再修理を行う。
清の康熙20年（1681年）は文廟を再建した。嘉慶20年（1815年）、同治5年（1866年）と光緒14年（1888年）に修復が行われた。
2003年に陝西省の省級保護単位となり、2006年5月25日に第六批全国重点文物保護単位に指定された。

## 建築物
牌楼、一殿（元戟門）、大成殿（二殿）、三殿（元明倫堂）、小牌楼、偏院正殿